# Ronde van Spanje 2000
| Eindklassement      |                      |             |
| Algemeen klassement | Roberto Heras        | 70h 26' 14" |
| Tweede              | Ángel Casero         | + 2' 33"    |
| Derde               | Pavel Tonkov         | + 4' 55"    |
| Vierde              | Santos González      | + 5' 52"    |
| Vijfde              | Raimondas Rumšas     | + 7' 38"    |
| Zesde               | Roberto Laiseka      | + 10' 16"   |
| Zevende             | Fernando Escartín    | + 11' 17"   |
| Achtste             | Carlos Sastre        | + 12' 16"   |
| Negende             | Massimiliano Gentili | + 13' 10"   |
| Tiende              | Haimar Zubeldia      | + 13' 14"   |
| Puntenklassement    | Roberto Heras        | 136 punten  |
| Tweede              | Giovanni Lombardi    | 123 punten  |
| Derde               | Alessandro Petacchi  | 116 punten  |
| Bergklassement      | Carlos Sastre        | 102 punten  |
| Tweede              | Roberto Heras        | 94 punten   |
| Derde               | Roberto Laiseka      | 83 punten   |

De 55e editie van de Ronde van Spanje duurde van 26 augustus tot 17 september 2000. Er waren twee individuele tijdritten en een ploegentijdrit. Er waren geen rustdagen tijdens deze editie.
De Spanjaard Roberto Heras werd de eindwinnaar van deze editie. Heras won naast het algemene ook het puntenklassement en Carlos Sastre werd de winnaar van het bergklassement.
- Aantal ritten: 21
- Totale afstand: 2893,6 km
- Gemiddelde snelheid: 41,086 km/h

## Etappe-overzicht
| Etappe  | Datum    | Parcours                             | Afstand  | Winnaar                     | Klassementsleider |
| 1e      | 26 aug.  | Málaga - Málaga (proloog)            | 12 km    | Alex Zülle                  | Alex Zülle        |
| 2e      | 27 aug.  | Málaga - Córdoba                     | 167.5 km | Óscar Freire                | Alex Zülle        |
| 3e      | 28 aug.  | Montoro - Valdepeñas                 | 198.4 km | Jans Koerts                 | Alex Zülle        |
| 4e      | 29 aug.  | Valdepeñas - Albacete                | 159 km   | Óscar Freire                | Alex Zülle        |
| 5e      | 30 aug.  | Albacete - Xorret de Cati            | 152.3 km | Eladio Jiménez              | Alex Zülle        |
| 6e      | 31 aug.  | Benidorm - Valencia                  | 155.5 km | Paolo Bossoni               | Alex Zülle        |
| 7e      | 1 sept.  | Valencia - Morella                   | 175 km   | Roberto Heras               | Alex Zülle        |
| 8e      | 2 sept.  | Vinaròs - PortAventura               | 170 km   | Alessandro Petacchi         | Alex Zülle        |
| 9e      | 3 sept.  | Barcelona - Barcelona (ind. tijdrit) | 38       | Abraham Olano               | Abraham Olano     |
| 10e     | 4 sept.  | Sabadell - Ordino-Arcalis            | 175 km   | Félix Cárdenas              | Santos González   |
| 11e     | 5 sept.  | Alp - Andorra                        | 136.5 km | Roberto Laiseka             | Ángel Casero      |
| rustdag |          |                                      |          |                             |                   |
| 12e     | 7 sept.  | Zaragoza - Zaragoza                  | 132 km   | Alessandro Petacchi         | Ángel Casero      |
| rustdag |          |                                      |          |                             |                   |
| 13e     | 9 sept.  | Santander - Santander                | 143.3 km | Mariano Piccoli             | Ángel Casero      |
| 14e     | 10 sept. | Santander - Meren van Covadonga      | 146.5 km | Andrei Zintchenko           | Roberto Heras     |
| 15e     | 11 sept. | Cangas de Onís - Gijón               | 164.2 km | Álvaro González de Galdeano | Roberto Heras     |
| 16e     | 12 sept. | Oviedo - Alto de El Angliru          | 168 km   | Gilberto Simoni             | Roberto Heras     |
| 17e     | 13 sept. | Benavente - Salamanca                | 155.5 km | Davide Bramati              | Roberto Heras     |
| 18e     | 14 sept. | Béjar - Ciudad Rodrigo               | 160 km   | Aleksandr Vinokoerov        | Roberto Heras     |
| 19e     | 15 sept. | Salamanca - Ávila                    | 130 km   | Mariano Piccoli             | Roberto Heras     |
| 20e     | 16 sept. | Ávila - Alto de Abantos              | 125 km   | Roberto Heras               | Roberto Heras     |
| 21e     | 17 sept. | Madrid - Madrid (ind. tijdrit)       | 38 km    | Santos González             | Roberto Heras     |